# Лассгорд, Рольф
Рольф Хольгер Лассгорд (швед. Rolf Holger Lassgård; род. 29 марта 1955, Эстерсунд) — шведский актёр.

## Биография
Родился в Швеции в городе Эстерсунд, расположенном в Емтландском лене. В детстве увлекался хоккеем и тогда же начал играть в любительском театре, благодаря чему встретился с театральным педагогом Ингемаром Линдом, возглавлявшим основанный им неподалёку от Эстерсунда Институт сценического искусства.
В 1975—1978 годах учился в школе сценического искусства в Мальмё, где познакомился с режиссёром Петером Оскарсоном. Благодаря ему он смог устроиться в Сконский театр, в котором проработал четыре года. В 1980 году он впервые снялся в телевизионной постановке «Сон в летнюю ночь». В 1982 году Рольф переехал в Евле, где стал играть в только что основанном Народном театре. Одновременно он начал сниматься на второстепенных ролях в кино.
В главных ролях он снялся лишь в 1991 году в фильме «Önskas», однако замечен критиками был лишь после фильма «Min store tjocke far» («Мой большой, толстый отец», 1992). В дальнейшем он сыграл роль комиссара Курта Валландера в серии картин, снятых по произведениям Хеннига Манкелля, а также роль Гунвальда Ларссона в ряде фильмов о комиссаре полиции Мартине Бекке.
В 1993 году Лассгорд получил за свою работу в картине «Мой большой, толстый отец» «Золотого жука» в номинации «Лучшая мужская роль». В 2015 году он повторил это достижение, благодаря исполнению главной роли в драматическом фильме  Ханнеса Хольма «Вторая жизнь Уве».

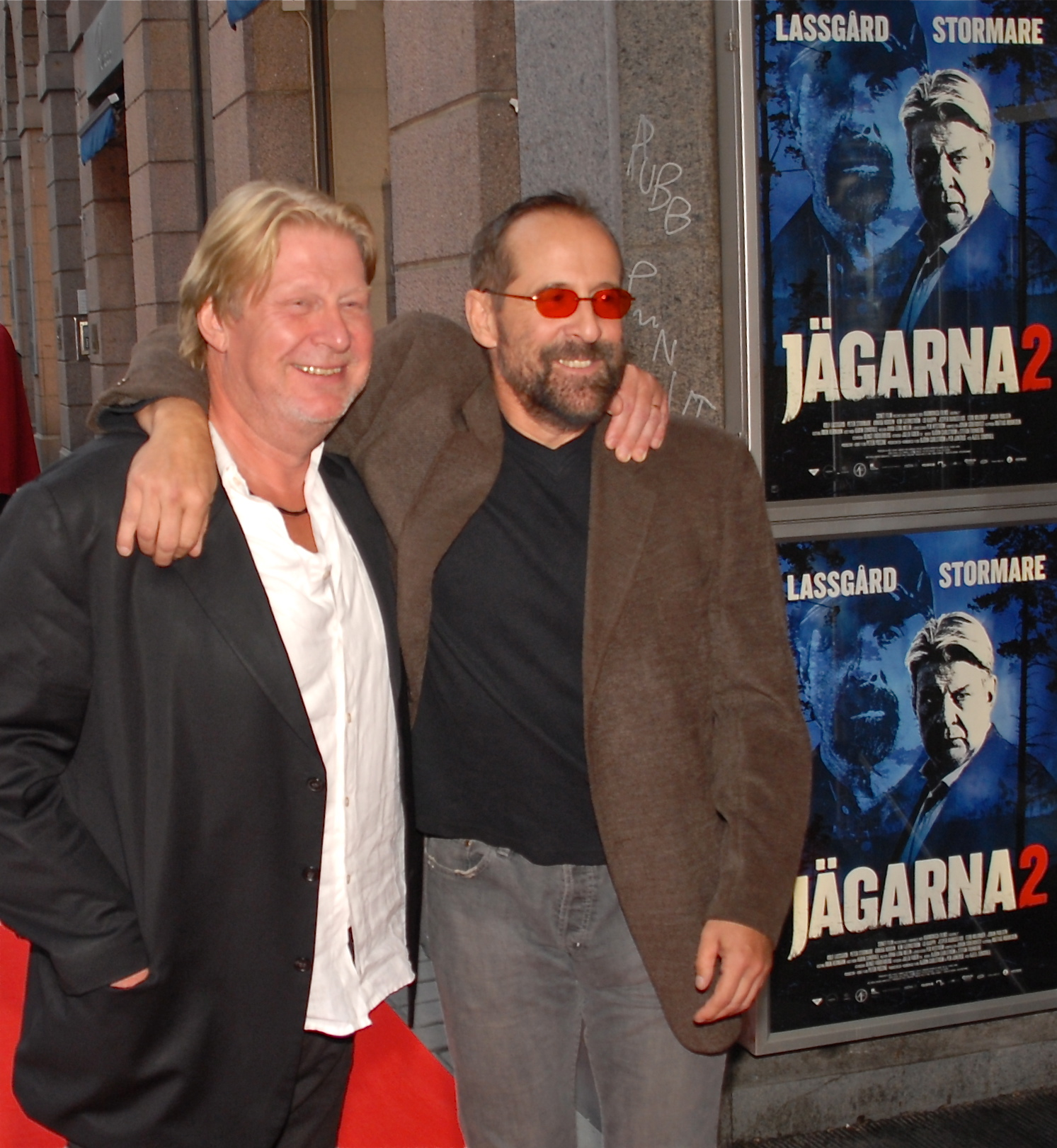
Лассгорд с Петером Стормаре на премьере «Охотников — 2» (5 сентября 2011)

## Фильмография
- 1991 — Önskas
- 1992 — Min store tjocke far
- 1992 — Blueprint
- 1992 — Император Португальский (швед. Kejsarn av Portugallie)
- 1993 — Brandbilen som försvann
- 1993 — Рогатка (швед. Kådisbellan)
- 1993 — Polis polis potatismos
- 1993 — Roseanna
- 1994 — Mannen på balkongen
- 1994 — Убийца без лица (швед. Mördare utan ansikte)
- 1994 — Polismördaren
- 1994 — Stockholm Marathon
- 1995 — Ищейки в Риге (швед. Hundarna i Riga)
- 1995 — Слёзы Святого Петра (швед. Petri tårar)
- 1996 — Potatishandlaren
- 1996 — Белая львица (швед. Den vita lejoninnan)
- 1996 — Охотники (швед. Jägarna)
- 1996 — Sånt är livet
- 1998 — Kvinnan i det låsta rummet
- 1998 — Under solen
- 1999 — Där regnbågen slutar
- 1999 — Magnetisörens femte vinter
- 2000 — Gossip
- 2001 — Familjehemligheter
- 2001 — Villospår
- 2002 — Den femte kvinnan
- 2003 — Capricciosa
- 2003 — Mannen som log
- 2004 — The Queen of Sheba’s Pearls
- 2004 — Tre solar
- 2005 — Steget efter
- 2006 — Brandvägg
- 2006 — После свадьбы (дат. Efter brylluppet)
- 2006 — Möbelhandlarens dotter
- 2007 — Den man älskar
- 2007 — Pyramiden
- 2008 — Angel
- 2008 — De gales hus
- 2009 — Det enda rationella
- 2009 — Ellas Geheimnis
- 2010 — Den fördömde
- 2010 — Разум Кеннеди (швед. Kennedys Hirn)
- 2010 — Så olika
- 2011 — Охотники 2 (швед. Jägarna 2)
- 2013 — Смерть пилигрима (швед. En pilgrims död; четырёхсерийный телефильм)
- 2014 — Четвёртый человек (швед. Den fjärde mannen; мини-сериал)
- 2015 — Miraklet i Viskan
- 2015 — Вторая жизнь Уве (швед. En man som heter Ove)
- 2016 — Девушка-лев (швед. Løvekvinnen)
- 2017 — Короче (англ. Downsizing)
- 2018 — Умирающий детектив (швед. Den döende detektiven) 1-3 серия (1 сезон)
- 2019 — Шпионка
- 2021 — Королевская игра (Owen McConnor)

## Личная жизнь
Жена — Биргитта Лассгорд. В официальном браке с 1982 года. У супругов трое детей —  дочери Ханне и Ида и сын Антон.